# لايوس باروتي
لايوس باروتي (بالمجرية: Baróti Lajos)‏، من مواليد 19 أغسطس 1914 في زيغيد، وتوفي في 23 ديسمبر 2005، لاعب كرة قدم هنغاري سابق، ومدرب كرة قدم هنغاري سابق.
درب منتخب هنغاريا لكرة القدم بين عامي 1957 و1966، وثم دربهم مرة أخرى بين عامي 1975 و1978.

## روابط خارجية
- لايوس باروتي على موقع قاعدة بيانات كرة القدم.إي يو (الإنجليزية)
- لايوس باروتي على موقع ناشيونال فوتبول تيمز (الإنجليزية)
- لايوس باروتي على موقع عالم كرة القدم.نت (الإنجليزية)
- لايوس باروتي على موقع أوليمبيديا (الإنجليزية)